# Pat Barker

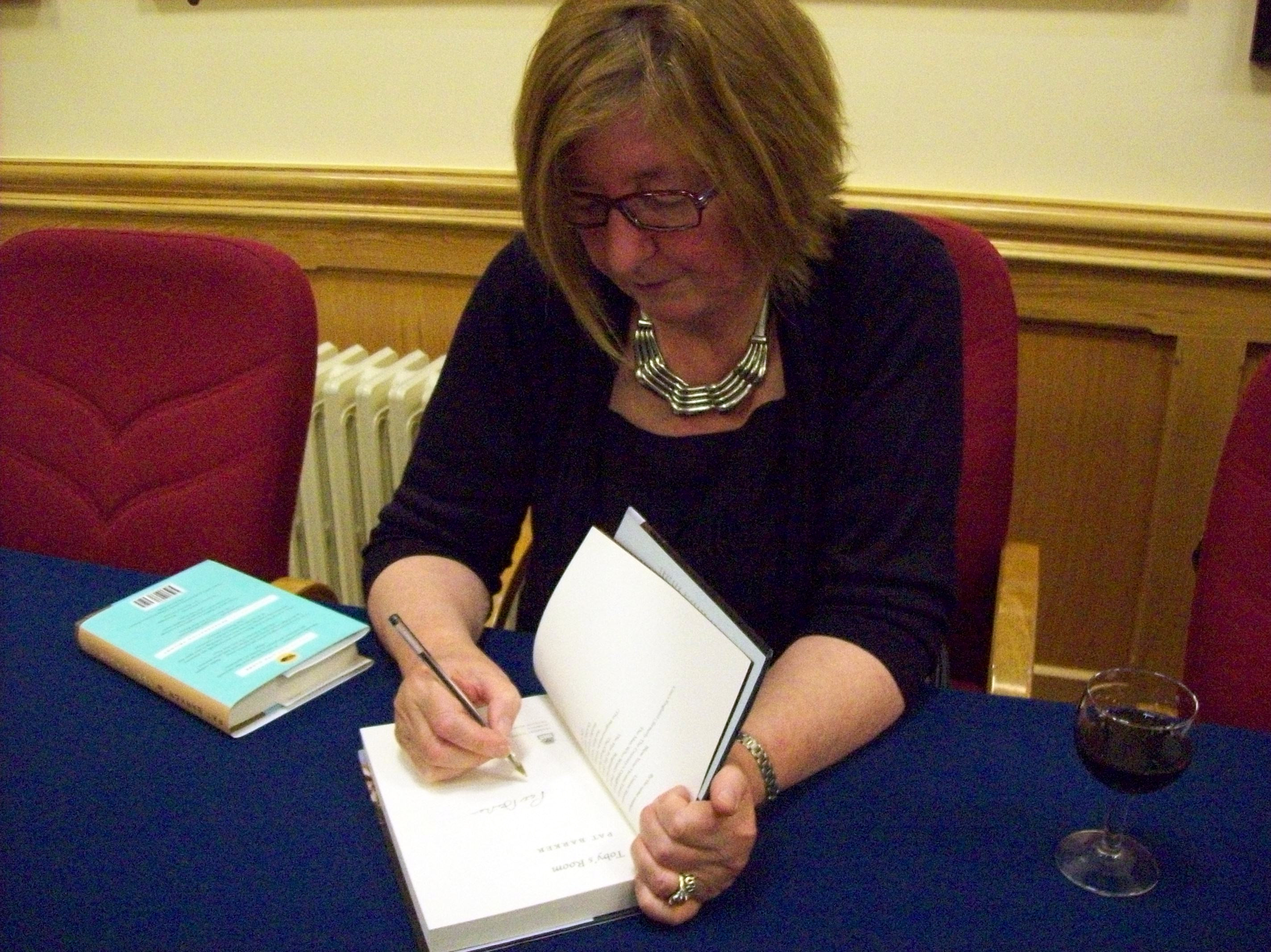
Pat Barker (2012)

Pat Mary Barker (* 8. Mai 1943 in Thornaby-on-Tees, England) ist eine britische Schriftstellerin.

## Leben
Barker publizierte ihren ersten Roman Union Street im Jahr 1982. Bekannt machte sie ihr Romanzyklus Regeneration trilogy, in dem sie sich mit dem Ersten Weltkrieg beschäftigte. In der Geschichte, die ihren Ausgang von einem Lazarett für traumatisierte britische Offiziere während des Ersten Weltkrieges nimmt und die Bemühungen der Daheimgebliebenen und Zurückgekehrten beschreibt, den Krieg psychisch zu überstehen, treten unter anderem Siegfried Sassoon, Robert Graves und Wilfred Owen auf. Die einzelnen Werke sind Niemandsland, Das Auge in der Tür und Die Straße der Geister. Für den dritten Band wurde sie mit dem Booker Prize ausgezeichnet. 2001 erhielt sie den WELT-Literaturpreis. Sie schrieb danach den zweibändigen Roman Life Class (2009) / Toby’s Room (2012) über eine Gruppe Kunststudenten der Slade School in der Zeit vor und im Ersten Weltkrieg. Im Jahr 2014 wurde der zweite Band ins Deutsche übersetzt, der ohne die Lektüre des ersten nach Ansicht Thomas Medicus’ nur schwer zu verstehen sei.
Barker ist verheiratet und lebt heute in Durham, England.

## Werke
- 1982 Union Street
  - Union Street, dt. von Elisabeth Hartmann, München: Orlanda-Frauenverlag 1995. ISBN 3-929823-28-4
- 1984 Blow Your House Down
  - Die Lockvögel, dt. von Elisabeth Hartmann, München: Orlanda-Frauenverlag 1992. ISBN 3-922166-88-1
- 1986 The Century’s Daughter (1997 auch veröffentlicht unter dem Titel Liza’s England)
- 1989 The Man Who Wasn’t There
- Regeneration Trilogy
  - 1991 Regeneration
    - Niemandsland, dt. von Matthias Fienbork, München, Wien: Hanser 1997. ISBN 3-446-18921-1

  - 1993 The Eye in the Door
    - Das Auge in der Tür, dt. von Matthias Fienbork, München, Wien: Hanser 1998. ISBN 3-446-19281-6

  - 1995 The Ghost Road
    - Die Straße der Geister, dt. von Matthias Fienbork, München, Wien: Hanser 2000. ISBN 3-446-19842-3
- 1998 Another World
  - Das Gegenbild, dt. von Barbara Ostrop, München: Dt. Taschenbuch-Verlag 2001. ISBN 3-423-13093-8
- 2001 Border Crossing
  - Der Eissplitter, dt. von Barbara Ostrop, München: Dt. Taschenbuch-Verlag 2003. ISBN 3-423-24351-1
- 2003 Double Vision
- 2004 A Mind to Kill
- 2007 Life Class
- Toby’s Room. 2012, nominiert unter anderem für den Walter Scott Prize
  - Tobys Zimmer. Aus dem Englischen von Miriam Mandelkow. Zürich: Dörlemann 2014
- Noonday. London: Hamish Hamilton, 2015
- The Silence of the Girls. London: Hamish Hamilton und Penguin Books, 2018
  - Die Stille der Frauen, Lago, München, 2020, ISBN 978-3-95761-195-6

## Hörspiele
- Regenaration Trilogy – Prior (NDR 2003, Regie: Leonhard Koppelmann)
- Regenaration Trilogy – Sasson (NDR 2003, Regie: Leonhard Koppelmann)
- Regenaration Trilogy – Rivers (NDR 2004, Regie: Leonhard Koppelmann)